# Manila
Manila (Maynila în filipineză) este capitala Filipinelor. Orașul este situat pe malul estic al Golfului Manila, pe insula Luzon. În ciuda sărăciei, este unul dintre cele mai cosmopolite orașe din lume iar zona sa metropoliana este centrul economic, cultural, educațional și industrial al țării. Manila este adeseori denumită Perla Orientului. Manila este centrul zonei metropolitane cu o populație de peste 10 milioane locuitori. Din punct de vedere religios predomina romano-catolicii. Orasul a fost fondat in data de 10 iunie 1571 de catre spaniolul Miguel Lopez.
Conform unei analize realizată de Global Demographic, ce a vizat nivelul de creștere a populației și densitatea locuitorilor, în 2016 Manila a fost pe locul al șaselea în lume.

## Personalități născute aici
- Lualhati Bautista (1945 - 2023), scriitoare;
- Ramon Ang (n. 1954), om de afaceri;
- Aileen Baviera (1959 - 2020), politolog;
- Dolly de Leon (n. 1969), actriță.